# 德里 (伊利諾伊州)
德里（英語：Delhi）是位於美國伊利諾伊州澤西縣的一個非建制地區。該地的面積和人口皆未知。

## 地理
德里的座標為39°02′43″N 90°15′21″W / 39.04528°N 90.25583°W，而該地的平均海拔高度為183米（即600英尺）。